# Лебедев, Алексей Иванович (1921—1943)
Алексей Иванович Лебедев (1921—1943) — сержант Рабоче-крестьянской Красной Армии, участник Великой Отечественной войны, Герой Советского Союза (1943).

## Биография
Алексей Лебедев родился в 1921 году в деревне Мамонькино (ныне — Невельский район Псковской области). После окончания семи классов школы работал в колхозе. С семнадцатилетнего возраста жил в Якутской АССР, работал на золотых приисках. В 1940 году Лебедев был призван на службу в Рабоче-крестьянскую Красную Армию. С мая 1942 года — на фронтах Великой Отечественной войны.
К июлю 1943 года сержант Алексей Лебедев командовал орудием 896-го стрелкового полка 211-й стрелковой дивизии 28-го стрелкового корпуса 70-й армии Центрального фронта. Отличился во время Курской битвы. 19 июля 1943 года в районе села Тросна (ныне — Троснянского района Орловской области) расчёт Лебедева участвовал в отражении контратаки 16 немецких танков и бронетранспортёров, уничтожив 4 танка и 2 бронетранспортёра. В том бою Лебедев погиб. Похоронен на месте последнего боя.
Указом Президиума Верховного Совета СССР от 16 октября 1943 года за «образцовое выполнение боевых заданий командования на фронте борьбы с немецкими захватчиками и проявленные при этом мужество и героизм» сержант Алексей Лебедев посмертно был удостоен высокого звания Героя Советского Союза. Также был награждён орденами Ленина и Красной Звезды.
В честь Лебедева названы улица и школа в деревне Усть-Долыссы Невельского района.